# Dentalium congoensis
Dentalium congoensis är en blötdjursart som beskrevs av Plate 1908. Dentalium congoensis ingår i släktet Dentalium och familjen Dentaliidae. Inga underarter finns listade i Catalogue of Life.